# Joseph Cox (cầu thủ bóng đá)
Joseph Christopher Cox Goods (sinh ngày 25 tháng 6 năm 1994) là một cầu thủ bóng đá người Panama hiện tại thi đấu cho Árabe Unido ở Liga Panameña de Fútbol.